# Calathea roseobracteata
Calathea roseobracteata är en strimbladsväxtart som beskrevs av H.A.Kenn. Calathea roseobracteata ingår i släktet Calathea och familjen strimbladsväxter. Inga underarter finns listade.